# Festival di Cannes 1955
L'8ª edizione del Festival di Cannes si è svolta a Cannes dal 26 aprile al 10 maggio 1955.
A partire da questa edizione la Palma d'oro ha sostituito il Grand Prix come maggior riconoscimento del Festival. La prima è stata assegnata dalla giuria presieduta dallo scrittore francese Marcel Pagnol al film statunitense Marty, vita di un timido di Delbert Mann.

## Selezione ufficiale

### Concorso
- Raíces, regia di Benito Alazraki (Messico)
- L'ultima danza di Romeo e Giulietta (Ромео и Джульетта), regia di  Leo Arnštam e Leonid Lavrovskij (Unione Sovietica)
- Boot Polish, regia di Prakash Arora (India)
- Stella, cortigiana del Pireo (Stella), regia di Michael Cacoyannis (Grecia)
- Fascicolo nero (Dossier Noir), regia di André Cayatte (Francia/Italia)
- Jedda, regia di Charles Chauvel (Australia)
- Rififi (Du Rififi chez les hommes), regia di Jules Dassin (Francia)
- L'oro di Napoli, regia di Vittorio De Sica (Italia)
- Un extraño en la escalera, regia di Tulio Demicheli (Messico/Cuba)
- Collina 24 non risponde (Giv'a 24 Eina Ona), regia di Thorold Dickinson (Israele)
- La fine dell'avventura (The End of the Affair), regia di Edward Dmytryk (Gran Bretagna)
- Hayat ou maut, regia di Kamal El Cheikh (Egitto)
- Psohlavci, regia di Martin Frič (Cecoslovacchia)
- Continente perduto, regia di Enrico Gras, Giorgio Moser e Leonardo Bonzi (Italia)
- Onna no koyomi, regia di Seiji Hisamatsu (Giappone)
- Ludwig II: Glanz und Ende eines Königs, regia di Helmut Käutner (Germania)
- La valle dell'Eden (East Of Eden), regia di Elia Kazan (USA)
- Una grande famiglia (Bolshaya semya), regia di Iosif Kheifits (Unione Sovietica)
- Senhime, regia di Keigo Kimura (Giappone)
- Liliomfi, regia di Károly Makk (Ungheria)
- Marty, vita di un timido (Marty), regia di Delbert Mann (USA)
- Samba fantástico, regia di Jean Manzon e René Persin (Brasile)
- Gli amanti crocifissi (Chikamatsu monogatari), regia di Kenji Mizoguchi (Giappone)
- Carmen Jones, regia di Otto Preminger (USA)
- Domani splenderà il sole (A Kid for Two Farthings), regia di Carol Reed (Gran Bretagna)
- Die mücke, regia di Walter Reisch (Germania)
- Il segno di Venere, regia di Dino Risi (Italia)
- Biraj Bahu, regia di Bimal Roy (India)
- La ragazza di campagna (The Country Girl), regia di George Seaton (USA)
- Det brenner i natt!, regia di Arne Skouen (Norvegia)
- Giorno maledetto (Bad Day at Black Rock), regia di John Sturges (USA)
- Marcellino pane e vino (Marcelino pan y vino), regia di Ladislao Vajda (Spagna/Italia)
- Geroite na Shipka, regia di Sergei Vasilyev (Unione Sovietica/Bulgaria)

### Fuori concorso
- Italia K2, regia di Marcello Baldi (Italia)
- Les Trésors de la Mer Rouge, regia di Michel Rocca (Francia)

## Giuria
- Marcel Pagnol, scrittore (Francia) - presidente
- Marcel Achard, scrittore (Francia)
- Juan Antonio Bardem, regista (Spagna)
- A. Dignimont, artista (Francia)
- Jacques-Pierre Frogerais, produttore (Francia)
- Léopold Lindtberg, regista (Svizzera)
- Anatole Litvak, regista (USA)
- Isa Miranda, attrice (Italia)
- Leonard Mosley, giornalista (Gran Bretagna)
- Jean Néry, critico (Francia)
- Sergej Jutkevič, regista (Unione Sovietica)

## Palmarès
- Palma d'oro: Marty, vita di un timido (Marty), regia di Delbert Mann (USA)
- Prix spécial du Jury: Continente perduto, regia di Enrico Gras, Giorgio Moser e Leonardo Bonzi (Italia)
- Prix de la mise en scène: Sergei Vasilyev - Geroite na Shipka (Unione Sovietica/Bulgaria) ex aequo Jules Dassin - Rififi (Du Rififi chez les hommes) (Francia)
- Prix d'interprétation: Spencer Tracy - Giorno maledetto (Bad Day at Black Rock), regia di John Sturges (USA) ex aequo l'intero cast di Una grande famiglia (Bolshaya semya), regia di Iosif Kheifits (Unione Sovietica)
- Prix du film dramatique: La valle dell'Eden (East Of Eden), regia di Elia Kazan (USA)
- Prix du film lyrique: L'ultima danza di Romeo e Giulietta (Ромео и Джульетта), regia di Leo Arnštam e Leonid Lavrovskij (Unione Sovietica)
- Menzione: Baby Naaz - Boot Polish, regia di Prakash Arora (India) e Pablito Calvo - Marcellino pane e vino (Marcelino pan y vino), regia di Ladislao Vajda (Spagna/Italia)
- Hommage: Haya Harareet - Collina 24 non risponde (Giv'a 24 Eina Ona), regia di Thorold Dickinson (Israele)